# Loena 17
De Loena 17 (Russisch: Луна-17) was een ruimtesonde van het Sovjet Loenaprogramma die in november 1970 een onbemand Maanwagentje naar de Mare Imbrium op de Maan bracht.

## Naar de Maan
Op 10 november 1970 bracht een protonraket Loena 17 van Kosmodroom Bajkonoer in een parkeerbaan rond de Aarde, vanwaar ze naar de Maan werd gelanceerd. Na twee koerscorrecties halverwege kwam de Loena 17 op 15 november 1970 in een baan om de Maan. Het schip landde op 17 november om 3:46:50 UT op het Maanoppervlak; op 38 graden 17 minuten noorderbreedte en 35 graden westerlengte, op ongeveer 2.500 km van de Loena 16 in de Mare Imbrium.

## Loenochod
De Loena 17 was uitgerust met twee hellingen, waarover het Maanwagentje Loenochod om 06:28 UT het Maanoppervlak opreed.
Het Loenochod-wagentje woog 756 kg had een doorsnee van 2,15 meter en stond op een hoogte van 1,35 m. Het had de vorm van een badkuip met een groot deksel er op, en had acht wielen met achtwielaandrijving.
Het wagentje was uitgerust met een kegelvormige antenne, een wokkelkvormige zelfrichtende antenne, vier televisiecamera’s; en met speciale onderdelen om grond te onderzoeken op dichtheid en mechanische eigenschappen. Een röntgenspectrometer, een röntgentelescoop, detectoren voor kosmische straling, en een laserapparaat waren eveneens aanwezig. Het wagentje betrok zijn energie van een batterij zonnecellen die onder het deksel zaten.
Elk van de acht wielen konden onafhankelijk van elkaar bestuurd worden en had twee mogelijke snelheden vooruit en twee achteruit. De topsnelheid was 100 meter per uur en werd bestuurd door een team van vijf man dat rekening moest houden met vijf seconden vertraging. De wetenschappelijke instrumenten kregen stroom van zonnecellen (aangebracht aan de binnenzijde van het scharnierende deksel) en van chemische batterijen.
Loenochod hield het elf Maandagen vol in plaatse van de verwachte drie. Tijdens deze 322 Aarddagen reisde het wagentje 10,54 kilometer en stuurde meer dan 20.000 tv-beelden en 206 panoramabeelden met een hoog oplossend vermogen.

## Succes
Met de Loena 17 zetten de Sovjets de reeks successen in het Maanonderzoek voort, die was begonnen met Loena 16 en Zond8. Loena 17 bracht de Loenochod 1, de eerste van een serie Maanwagentjes waarvan de ontwikkeling oorspronkelijk in de vroege zestiger jaren bedoeld was voor bemande maanreizen. Dit was de tweede poging om zo’n wagentje naar de maan te krijgen, na een mislukte poging in februari 1969.
Bovendien deed Loenochod 1 25 grondanalyses met zijn RIFMA-Röntgen-fluorescentie-spectrometer en gebruikte de penetrometer op 500 verschillende locaties. Het volgstation eindigde de laatste communicatie met Loenochod 14 september 1971 om 13:05 UT. Pogingen de communicatie te hervatten werden gestaakt op 4 oktober 1971, de 14e verjaardag van de Spoetnik 1.

## Weerzien na 40 jaar

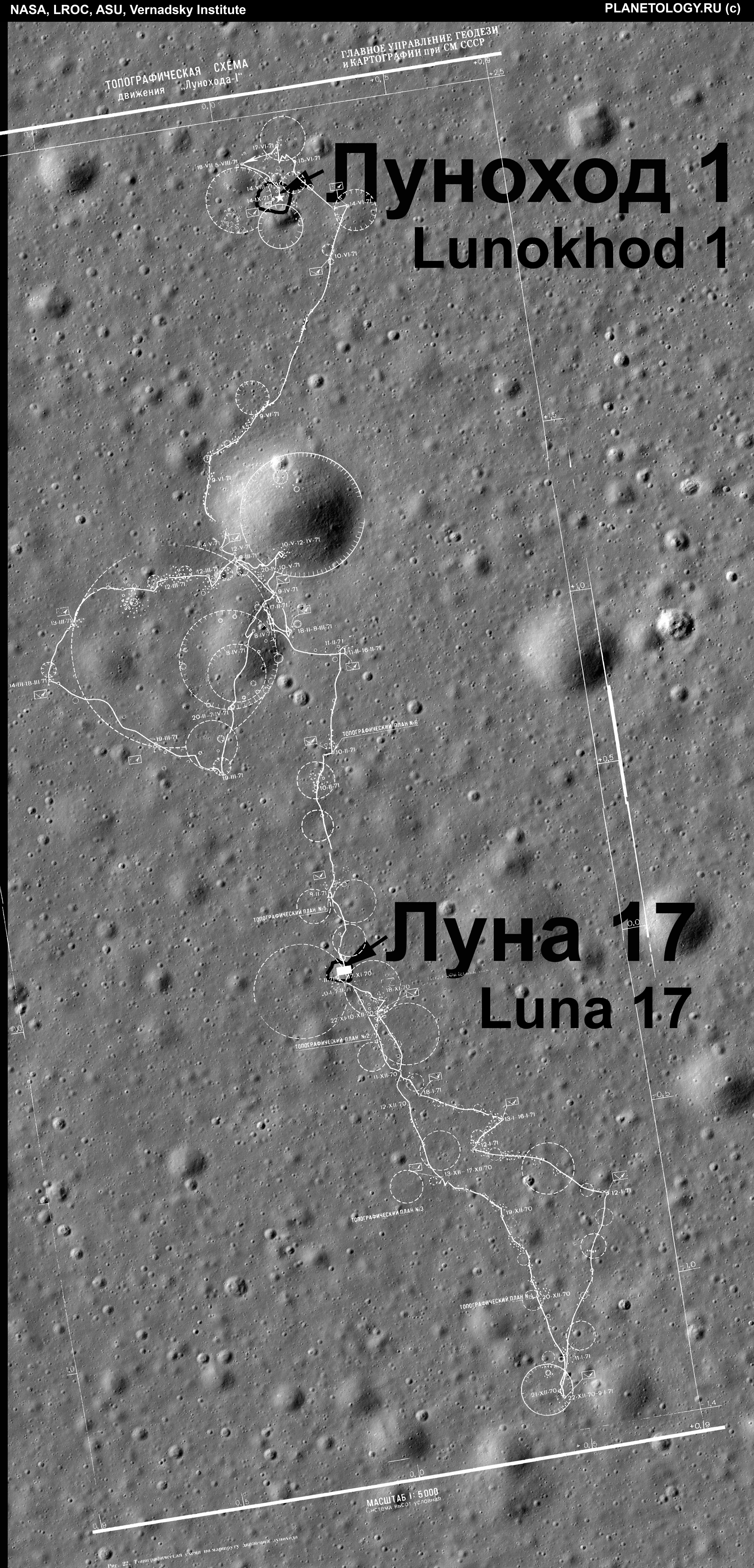
Landingsplaats van Loena 17 en Loenochod 1 gefotografeerd door de Lunar Reconnaissance Orbiter

In maart 2010 maakte de Lunar Reconnaissance Orbiter foto’s van de landingsplek van Loena 17 waarop de lander en sporen van het wagentje te zien zijn. In april 2010 maakte het Apache Point Observatory Lunar Laser-ranging Operation” team bekend dat ze met behulp van deze foto’s het maanwagentje hadden opgespoord en dat Loenochods laserreflector hun signaal had teruggekaatst.